# Basil Poledouris
Basilis «Basil» Konstantine Poledouris (Βασίλης Πολεδούρης) fue un compositor de música de cine nacido en Estados Unidos en el seno de una familia griega. Nació el 21 de agosto de 1945 y murió el 8 de noviembre de 2006 en Los Ángeles, California, a los 61 años, debido a un cáncer.

## Biografía
Nacido en Kansas City, Misuri (Estados Unidos), Basil Poledouris tuvo dos influencias que lo condujeron hacia la música: la primera fue el compositor húngaro Miklós Rózsa, conocido por sus bandas sonoras de películas (Quo Vadis?, Ben-Hur y El Cid, entre otras) y la segunda fue su ascendencia ortodoxa griega. Se crio en la iglesia y solía sentarse en los servicios, cautivado por los sonidos del coro. Empezó a recibir clases de piano con siete años y finalmente se matriculó en la Universidad del Sur de California para estudiar cine y música. Numerosos cortos cinematográficos en los que participó todavía pueden ser encontrados en los archivos de la universidad. Allí conoció a los directores John Milius y Randal Kleiser, con los que más tarde terminó colaborando. En 1985 hizo la banda sonora de Los señores del acero (Flesh & Blood), del director Paul Verhoeven, que significó el primer encuentro de una productiva colaboración posterior.
Poledouris obtuvo renombre gracias a su poderoso estilo épico de composición y su intrincado diseño temático. Cosechó numerosos éxitos con las bandas originales de The Blue Lagoon (1980), Conan el Bárbaro (1982), Conan el Destructor (1984), Amanecer rojo (1984), RoboCop (1987), La caza del Octubre Rojo (1990),Quigley Down Under (1990) Liberad a Willy (1993) y sus secuelas, Starship Troopers (1997) y Entre el amor y el juego (1999). La banda sonora de Conan el Bárbaro es considerada por muchos uno de los mejores ejemplos de música para películas jamás escrita.
Su estudio, Blowtorch Flats, está situado en Venice (Los Ángeles, California), que al mismo tiempo es una instalación especializada en producción cinematográfica y artística.
Se casó en 1969 y tuvo dos hijas, Zoë y Alexis. La mayor, Zoë Poledouris, es actriz y también compositora de música para películas, y colaboró en algunas ocasiones con él. Pasó los últimos cuatro años de su vida en Vashon, en el estado de Washington.

## Filmografía

### Películas
- Extreme Close-Up (1973)
- Tintorera (1977)
- Big Wednesday (1978)
- The House of God (1980)
- The Blue Lagoon (1980)
- Summer Lovers (1982)
- Conan the Barbarian (1982)
- Red Dawn (1984)
- Protocol (1984)
- Conan the Destroyer (1984)
- Making the Grade (1984)
- Flesh & Blood (1985)
- Iron Eagle (1986)
- Cherry 2000 (1987)
- No Man's Land (1987)
- RoboCop (1987)
- Split Decisions (1988)
- Spellbinder (1988)
- Farewell to the King (1989)
- Quigley Down Under (1990)
- The Hunt for Red October (1990)
- Flight of the Intruder (1991)
- White Fang (Colmillo blanco) (1991)
- Return to the Blue Lagoon (1991)
- Harley Davidson and the Marlboro Man (1991)
- Wind (1992)
- RoboCop 3 (1993)
- Hot Shots! Part Deux (1993)
- Free Willy (1993)
- On Deadly Ground (1994)
- Serial Mom (1994)
- Lassie (1994)
- Rudyard Kipling's The Jungle Book (1994)
- Free Willy 2 (1995)
- Alerta máxima 2 (1995)
- It's My Party (1996)
- Celtic Pride (1996)
- Amanda (1996)
- The War at Home (1996)
- Switchback (1997)
- Breakdown (1997)
- Starship Troopers (1997)
- Les Misérables (1998)
- Kimberly (1999)
- For Love of the Game (1999)
- Mickey Blue Eyes (1999)
- Cecil B. DeMented (2000)
- Crocodile Dundee in Los Angeles (2001)
- The Touch (2002)
- The Legend of Butch and Sundance (2003)

### Miniseries
- Amerika (miniserie de 14 horas) (1987)
- Lonesome Dove (miniserie de 8 horas) (1989) (Ganadora de un premio Emmy a la mejor banda sonora)
- Zoya (miniserie de 4 horas) (tema principal) (1995)

### Televisión
- Congratulations, It's a Boy (1971)
- Three for the Road (1974)
- Hollywood 90028 (1979)
- Dolphin (1979)
- A Whale for the Killing (1981)
- Fire on the Mountain (1981)
- Amazons (1984)
- Single Women, Single Bars (1984)
- Alfred Hitchcock Presents (piloto) (1985)
- Misfits of Science (piloto) (1986)
- The Twilight Zone: "Profile in Silver" (1986)
- The Twilight Zone: "Monsters" (1986)
- The Twilight Zone: "A Message from Charity" (1986)
- Prison for Children (1987)
- Island Sons (piloto) (1987)
- Intrigue (piloto) (1988)
- L.A. Takedown (piloto) (1989)
- Nasty Boys (piloto) (1989)
- Nasty Boys: "Lone Justice" (1990)
- Life & Times of Ned Blessing (pilot) (1991)
- If These Walls Could Talk 2 (2000)
- Love and Treason (2001)

### Otros trabajos
- Juegos Olímpicos de Atlanta 1996 (Ceremonia de apertura)
- Conan Sword & Sorcery Spectacular (espectáculo en directo de Universal Studios)
- American Journeys (Disneyland)
- Flyers (IMAX)
- Behold Hawaii (IMAX)